# Barbara Bartman-Czecz
Barbara Bartman-Czecz (ur. 17 sierpnia 1934 w Krakowie, zm. 30 kwietnia 2009 w Łodzi) – twórczyni (reżyser i scenarzystka, także operator) dokumentalnych filmów edukacyjnych o tematyce przyrodniczej (góry, puszcze, zwierzęta, rzeki). Wdowa po Januszu Czeczu, operatorze filmowym.
W 1957 roku ukończyła studia na Wydziale Grafiki krakowskiej Akademii Sztuk Pięknych. W roku 1965 związała się z Wytwórnią Filmów Oświatowych w Łodzi. W roku 1975 rozpoczęła realizację własnych filmów.
Barbara Bartman-Czecz zmarła 30 kwietnia 2009 r. w Łodzi. Pogrzeb odbył się 9 maja 2009 r. na cmentarzu katolickim Stary Bieżanów w Krakowie.

## Wybrana filmografia

### Filmy dokumentalne
- 1975 – Babia Góra – reżyseria
- 1975 – Opowieść o ptakach i ludziach – reżyseria, scenariusz
- 1975 – Podhale – reżyseria
- 1976 – Paradoks kozioroga – reżyseria, scenariusz
- 1976 – Puszcza Jodłowska. Świętokrzyski Park Narodowy – realizacja, scenariusz
- 1977 – Na ptasim szlaku – realizacja, scenariusz
- 1977 – Paryscy – reżyseria, scenariusz
- 1977 – Tam, gdzie Warta kończy swój bieg... – reżyseria, scenariusz, zdjęcia
- 1978 – Przypatrzmy się foce – realizacja, scenariusz
- 1979 – Raport w sprawie bobra – reżyseria, scenariusz
- 1979 – W stronę ciszy – realizacja, scenariusz
- 1980 – Bobry – reżyseria
- 1980 – Świat Włodzimierza Puchalskiego – realizacja, scenariusz
- 1981 – Sceny z życia koników polnych – reżyseria, scenariusz
- 1982 – Król puszczy – żubr – reżyseria, scenariusz
- 1982 – Rzecz o kormoranie (czarnym) – realizacja, scenariusz
- 1983 – Pejzaż z konikiem polskim – reżyseria, scenariusz
- 1983 – Puszcza Białowieska Anno Domini 1983 – reżyseria, scenariusz
- 1984 – Azyl w nurcie Wisły – reżyseria, scenariusz
- 1984 – Miniatury przyrodnicze – reżyseria, scenariusz
- 1985 – Ptaki Wisły – realizacja, scenariusz
- 1986 – Ślady na śniegu – reżyseria
- 1987 – Hanna i Antoni Gucwiński – portret dwojaki – reżyseria, scenariusz
- 1988 – Na Roztoczańskiej Ziemi – reżyseria, scenariusz
- 1990 – Wiedzą sąsiedzi, gdzie suseł siedzi – realizacja, scenariusz, komentarz
- 1998 – Żywe pomniki – reżyseria
- 1999 – Ptasie kolonie – reżyseria, scenariusz
- 2000 – Kaczki chronione – reżyseria, scenariusz, komentarz

### Filmy fabularne
- 1972 – Gruby – współpraca reżyserska
- 1989 – Janka – materiały przyrodnicze

## Nagrody i wyróżnienia
- 1980 – Nagroda Główna im. Włodzimierza Puchalskiego na Międzynarodowym Festiwalu Filmów Przyrodniczych im. W. Puchalskiego w Łodzi za film Raport w sprawie bobra
- 1981 – Złoty Medal dla filmu Raport w sprawie bobra na Międzynarodowym Festiwalu Filmów poświęconych Myślistwu i Rybołówstwu w Płowdiwie
- 1982 – "Złoty Światowid" w kategorii filmów dydaktycznych popularyzujących wiedzę na V Ogólnopolskim Festiwalu Filmów Dydaktycznych w Łodzi za film Rzecz o kormoranie (czarnym) – zrealizowany wspólnie z mężem, Januszem Czeczem
- 1983 – dyplom honorowy na Festiwalu Filmów Popularnonaukowych w Rondzie (Hiszpania) dla filmu Rzecz o kormoranie (czarnym)
- 1983 – I nagroda na II Ogólnopolskim Przeglądzie Filmów Przyrodniczych w Łodzi za film Świat Włodzimierza Puchalskiego
- 1987 – Nagroda ZOO we Wrocławiu na Międzynarodowym Festiwalu Filmów Przyrodniczych im. W. Puchalskiego w Łodzi za film Ślady na śniegu
- 1989 – nagroda ZG Ligi Ochrony Przyrody na V Ogólnopolskim Przeglądzie Filmów Przyrodniczych w Łodzi za film Na Roztoczańskiej Ziemi